# Burza nad Mont Blanc
Burza nad Mont Blanc (niem. Stürme über dem Mont Blanc) – niemiecki film górski z 1930 roku w reżyserii Arnolda Fancka z Seppem Ristem i Leni Riefenstahl w rolach głównych.
Zdjęcia plenerowe kręcono na terenie trzech krajów: Francji (Chamonix pod Mont Blanc), Szwajcarii (Arosa) i Niemiec (obserwatorium astronomiczne Babelsberg w Poczdamie).

## Opis fabuły
Młody meteorolog Hannes (Sepp Rist) pracuje w stacji na Mont Blanc na wysokości 4400 m – jest samotny, lecz szczęśliwy. Kontakt ze światem utrzymuje dzięki stacji radiowej i kodowi Morse’a. Dzięki nadajnikowi kontaktuje się m.in. z Hellą (Leni Riefenstahl) i jej ojcem, który prowadzi obserwatorium astronomiczne. Pewnego dnia ojciec i córka odwiedzają stację, a młodzi zakochują się w sobie. Kiedy ojciec dziewczyny ginie podczas wspinaczki, Hannes stara się ją pocieszyć i mimo obaw o los nowej znajomości, powierza Hellę opiece przyjaciela Waltera Petersena. Ten zakochuje się w kobiecie i przesyła Hannesowi informację o planowanych oświadczynach. Hannes czuje się oszukany i załamany, mimo że właśnie mijał jego termin pracy na stacji, nie decyduje się na powrót z gór i zostaje na placówce. Wkrótce stację meteorologiczną niszczy burza, Hannes dodatkowo traci rękawiczki, przez co jego dłonie ulegają odmrożeniu. Próbuje zejść z gór, ale wyprawa się nie powiodła i musiał wrócić do stacji. Udaje mu się wezwać pomoc przez radio. Hella wyrusza razem z ratownikami, by go ocalić, dodatkowo samolotem na placówkę próbuje dotrzeć pilot Ernst Udet. W czasie akcji ratunkowej rozpętuje się tytułowa burza. Mimo niebezpieczeństwa akcja ratunkowa kończy się powodzeniem.

## Obsada
- Sepp Rist(inne języki): Meteorolog Hannes
- Leni Riefenstahl: Hella Armstrong
- Friedrich Kayssler: Astronom Armstrong
- Ernst Udet: Pilot Udet
- Mathias Wieman(inne języki): Muzyk Walter Petersen
- Martha Mair(inne języki): Lucia
- Francesco Maldacea: Guzzi